# Otterhound
Otterhound, česky známý také jako vydrař, je lovecké psí plemeno vyšlechtěné ve Velké Británii pro lov vyder; proto také název „vydrař“. Bylo známé již ve 12. století a je tedy i velmi staré, dnes je ale prakticky neznámé a pro původní účely se využívá jen minimálně.

## Historie

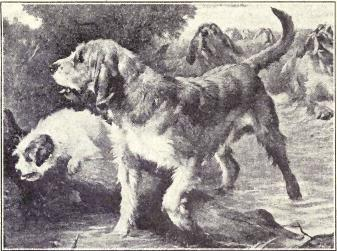
Kresba vydrařů z roku 1915

Historie tohoto psího plemene sahá až do 12. století. V té době byl ve Velké Británii vyšlechtěn typově podobný pes: všestranně využitelný, který má rád vodu, je mrštný, nevadí mu zima a dokáže se pod vodou i potápět tak, aby ulovil vydry či bobry. Otterhound takový, jak je znám v současnosti, se ale začal objevovat až v 18. století.
Za možné předky vydrařů se považují bloodhoundi a grifoni, především pak nivernaisský hrubosrstý honič.

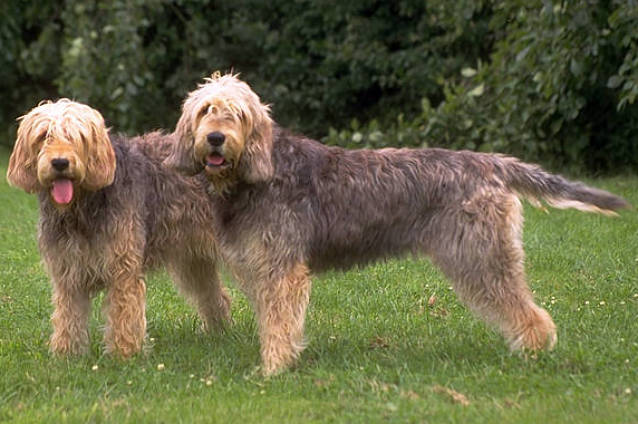
Pár dospělých vydrařů

V 17. století ale vydry ve Velké Británii kvůli nadměrnému lovu téměř vymřely, a tak toto plemeno na dlouhou dobu upadlo v zapomnění. V této době bylo jen několik málo jedinců a ti byli využívání jako hlídači královských zahrad před vydrami, kunami a jinou škodnou zvěří. O půl století později se skupina kynologů rozhodla poskládat dohromady poslední žijící jedince tohoto plemene a oživit jej, což se povedlo s velkým ohlasem u veřejnosti.
Na pokraji své slávy bylo toto plemeno v druhé polovině 19. století, v té době jako by se s nimi roztrhl pytel. Na začátku 20. století byli pak první jedinci dovezeni do Severní Ameriky a v roce 1960 byl založen první zdejší chovatelský klub.
Znovu ale bylo toto plemeno ohroženo již v roce 1978, kdy byly vydry říční prohlášené za chráněné a jejich lov byl trestaný pokutou či vězením. Poslední možností jak toto plemeno nechat úplně vyhynout byl pokus založit první klub chovatelů tohoto plemene, ten se ale nakonec stal úspěšným a tak vznikl Klub vydrařů, který ve Velké Británii funguje dodnes.
V Česku funguje několik chovatelských stanic tohoto plemene. Oficiální používaná zkratka pro toto plemeno je OTT.

## Vzhled
Je to velký a těžký pes, téměř obdélníkového rámce s dobře osvaleným tělem a těžkou kostrou. Celé jeho tělo pokývá hustá a na dotek drsná a hrubá srst. Ta je v různých barvách, ale nevyskytují se jednobarevní jedinci. Nejčastější zbarvení je ale pšeničný podklad s černými fleky nebo černé s pálením.
Hlava je vyrovnaná s velmi dlouhým čumákem a malou mozkovnou. Nesena hrdě. Vrásky jsou vylučující a nevyskytují se. Oči jsou skoro kulaté, hluboko posazené a srst je může překrývat, u výstav je to ale nežádoucí. Stop je dobře zřetelný, ale ne příliš. Uši jsou nízko posazené, opravdu dlouhé a srst na nich může vytvářet volánky. Nošené přilehlé k hlavě, končící pod pysky, které jsou přilehlé. Zuby mají pravidelný nůžkový skus.
Krk je krátký, rovný a osvalený. Srst na něm nevytváří límec, ale je bohatě osrstěný. Hřbet je středně dlouhý, až dlouhý. Také rovný a dobře osvalený. Je široký a srst na hřbetě přiléhá. Ocas je dlouhý, zatočený do šavle, vysoko posazený, u kořene silný a směrem ke špičce se zužuje jen málo. Srst na něm může vytvářet krátký praporek.
Nohy jsou velmi dlouhé, dobře osvalené a rovný, také dobře klenuté. Nesmí se vytáčet nebo být do "O". Tlapky jsou spíše zaječí – podlouhlé. Má plovací blány mezi prsty a proto se mu dobře plave ve vodě. Drápky jsou černé a silné, nelámou se.
Výška v kohoutku se pohybuje od 63 do 67 cm, hmotnost standard dle FCI neuvádí, ale pohybuje se okolo 38 kg.

## Povaha
Otterhound je akční a sportovně založený pes se smyslem pro humor a hravou povahou. Je bystrý, inteligentní a rád pracuje, nejraději ve vodě, pro kterou je skvěle uzpůsobený. Rád ale pracuje i na souši. Umí jednat samostatně a dobře se rozhodovat, vše si ale nejdříve promyslí. Rád se učí nové věci.
Svoji rodinu miluje a chrání ji i její majetek. Poslouchá celou rodinu a rád si hraje s dětmi, ke kterým je mírný a přátelský. Má ale i ochranářské pudy: nebojí se kousnout, protože věří, že dělá správně. Je to dobrý hlídač, má vysoký hlas a na každého nezvaného návštěvníka upozorní. K lidem i zvířatům se chová tak, jako jeho páníček, proto respektuje pánovy přátele.
Podobně jako další lovecká plemena psů, i otterhound má tendenci pronásledovat rychle se pohybující předměty, nevyjímaje cyklisty nebo auta. Je nutná řádná socializace ve štěněcím věku. Ke psům se chová velmi dobře a je vhodné chovat jej ve smečce, na jiná zvířata si může přivyknout, pokud je s nimi v kontaktu od nízkého věku. Nechová se příliš dominantně.

## Péče

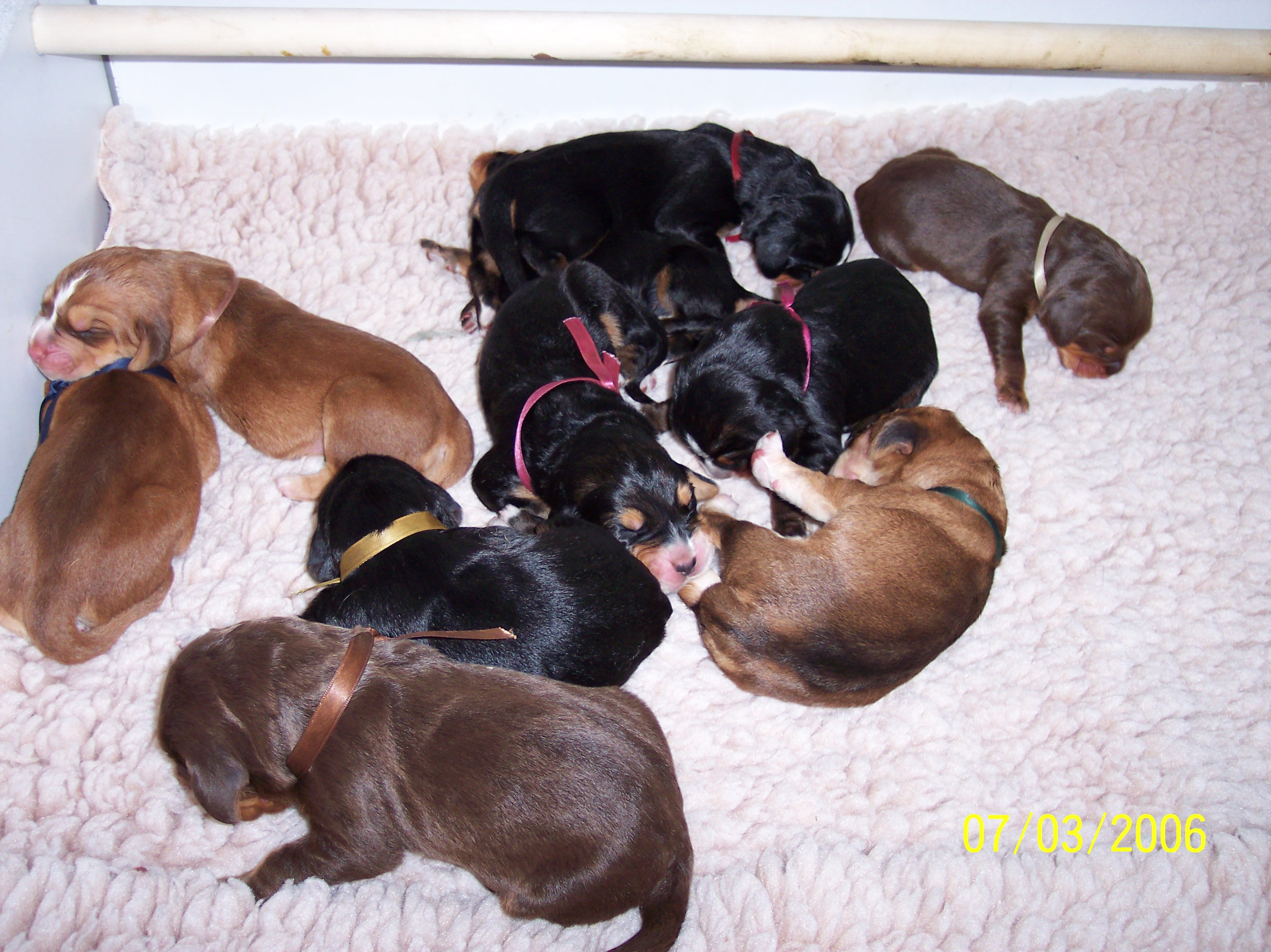
Několikadenní štěňata

### Péče o srst a uši
Srst vyžaduje alespoň dvakrát za týden pořádně vykartáčovat, chuchvalce a zacuchané chlupy vytrhat nebo ustřihnout. Není dobré mýt ji často šamponem, srst tím zmatní a ztratí svoji přirozenou mastnotu, což způsobuje velkou škálu problémů s kůží, jako jsou třeba mokvavé záněty. Jednou za měsíc by se měly zkontrolovat uši, zda srst v nich není moc dlouhá.

### Pohyb, výcvik a výchova
Plemeno je velmi náročné na pohyb i výcvik. Hodí se ale pro veškeré typy pohybu, včetně psích sportů. Je důležité jej nějak zabavit, aby se nenudil. Velmi rád plave a je proto dobré mu tuto zábavu dopřát, pokud to počasí a zdravotní stav psa dovoluje. Alespoň základní výcvik je nutností.

### Zdraví
Podobně jako jiná větší plemena psů, i otterhound trpí na dysplazii kyčelního kloubu (DKK). Může se též vyskytnou epilepsie nebo Glanzmannova trombasténie.
Dožívá se 10 až 13 let.